# Sandaale
Die Familie der Sandaale (Ammodytidae – was „Sandtaucher“ bedeutet, weil sie sich bei Gefahr ins Substrat bohren) sind Meeresfische aus der Gruppe der Barschverwandten (Percomorphaceae). Sie sind eine wichtige Nahrung für Raubfische, wie Kabeljau oder Schellfisch, und für Seevögel wie den Papageitaucher.

## Merkmale
Es sind kleine, langgestreckte Fische mit fehlenden oder weit vorn (kehlständig) stehenden Bauchflossen. Die Rückenflosse erstreckt sich fast über die gesamte Körperlänge, gestützt von 40 bis 69 Flossenstrahlen, die Afterflosse mit 14 bis 36 Flossenstrahlen, ist halb so lang, beide Flossen haben keine Hartstrahlen. Die Schwanzflosse ist gegabelt, Bauchflossen fehlen, außer in den Gattungen Bleekeria und Protammodytes. Das Seitenlinienorgan liegt hoch in der Nähe der Rückenflosse, eine Schwimmblase fehlt. Am vorstreckbaren Maul (Saugschnappen!) ist auffallend, dass der lange aufsteigende Praemaxillarfortsatz mit dem Rostralknorpel hier ein eigenes Element darstellt, so dass er das Praemaxillare zwar vorschiebt, aber dessen Vordrehung nicht mitmacht (sonst von keinem Stachelflosser bekannt. Die Nahrung besteht in allen beweglichen Invertebraten geeigneter Größe und natürlich auch (Jung-)Fischen. 
Sandaale werden sieben bis 40 Zentimeter lang.

## Verbreitung
Die über 30 Arten der Sandaale leben in kalten und gemäßigten Regionen des Atlantik, Pazifik und Indischen Ozeans. An den Nord- und Ostseeküsten leben der 20 Zentimeter große Tobiasfisch (Ammodytes tobianus)  und der bis 40 Zentimeter große Gefleckte Große Sandaal (Hyperoplus lanceolatus). Im Mittelmeer lebt der 18 Zentimeter große Mittelmeersandaal (Gymnammodytes cicerelus).

## Systematik
Die nächsten Verwandten der Ammodytidae sind Cheimarrichthys fosteri sowie die Sandbarsche (Pinguipedidae), ferner die Himmelsgucker (Uranoscopidae).
- Unterfamilie Ammodytidae

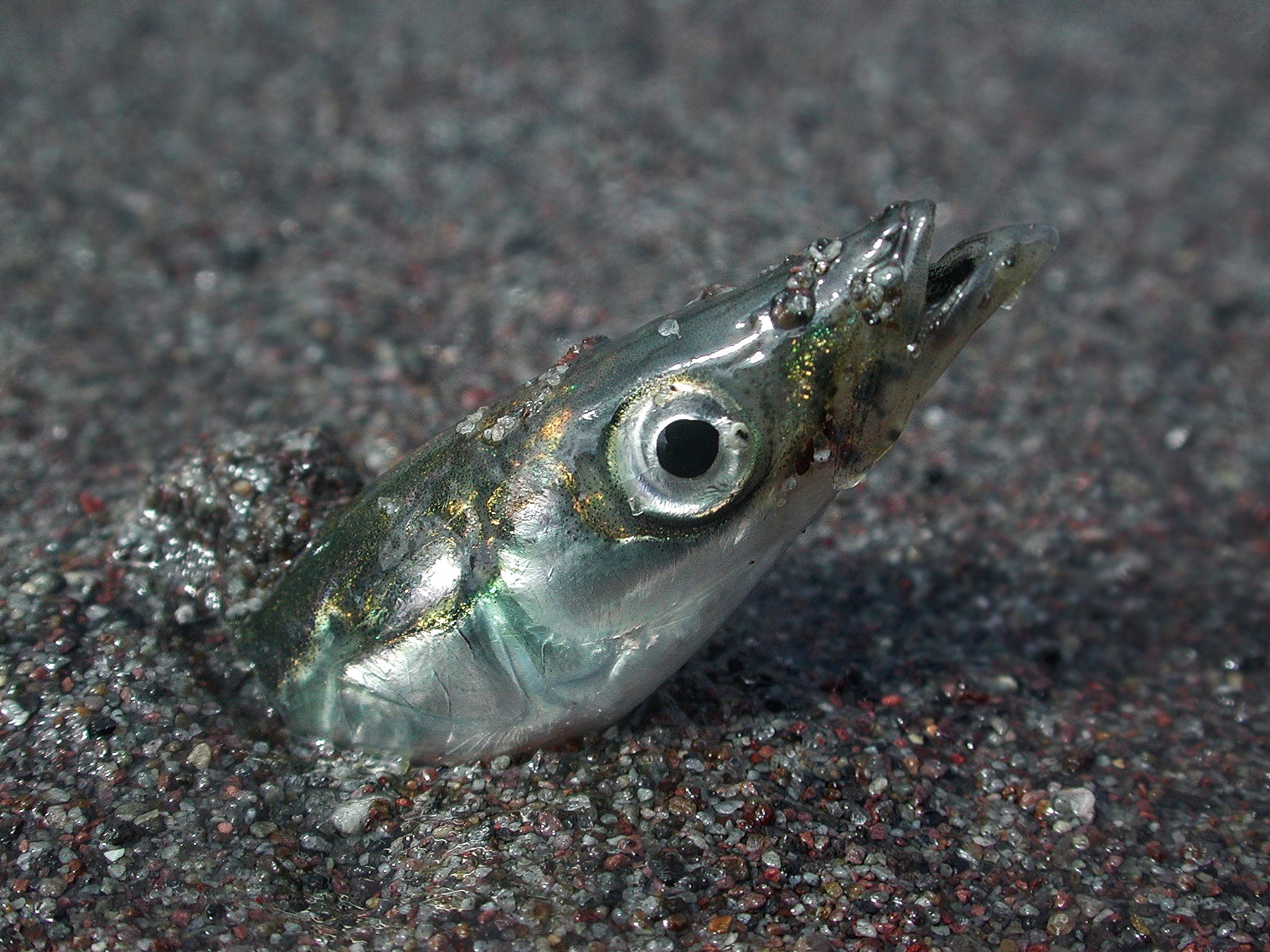
Ammodytes hexapterus

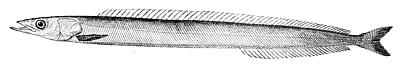
Ammodytes dubius

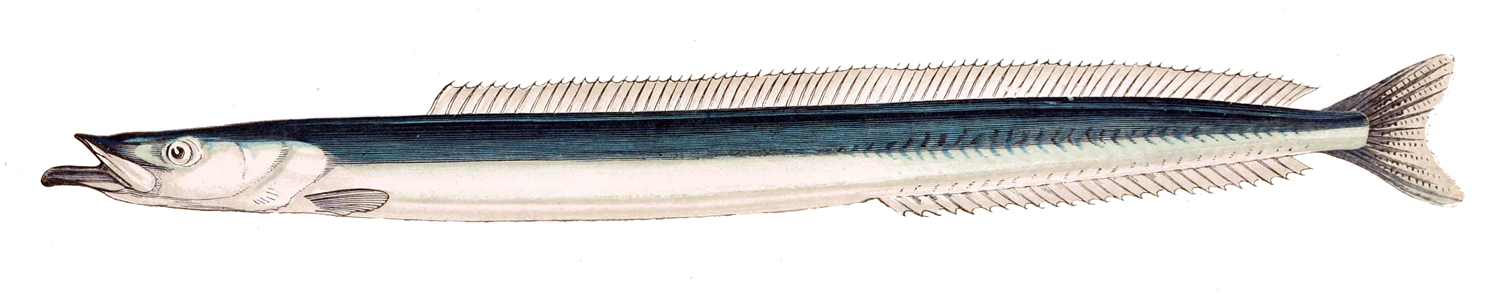
Gefleckter Großer Sandaal

  - Gattung Ammodytes Linnaeus, 1758 
    - Amerikanischer Sandaal (Ammodytes americanus DeKay, 1842)
    - Westatlantischer Sandaal (Ammodytes dubius Reinhardt, 1837)
    - Ammodytes heian Orr, Wildes & Kai, 2015
    - Pazifischer Sandaal (Ammodytes hexapterus Pallas, 1814)
    - Ammodytes japonicus Duncker & Mohr, 1939
    - Kleiner Sandaal (Ammodytes marinus Raitt, 1934)
    - Ammodytes personatus Girard, 1856
    - Tobiasfisch (Ammodytes tobianus Linnaeus, 1758)

  - Gattung Gymnammodytes Duncker & Mohr, 1935  
    - Gymnammodytes capensis (Barnard, 1927)
    - Mittelmeersandaal (Gymnammodytes cicerelus (Rafinesque, 1810))
    - Nacktsandaal (Gymnammodytes semisquamatus (Jourdain, 1879))

  - Gattung Hyperoplus Günther, 1862
    - Ungefleckter Großer Sandaal (Hyperoplus immaculatus (Corbin, 1950))
    - Gefleckter Großer Sandaal (Hyperoplus lanceolatus (Le Sauvage, 1824))
- Unterfamilie Bleekeriinae
  - Gattung Ammodytoides Duncker & Mohr, 1939  
    - Ammodytoides gilli (Bean, 1895)
    - Ammodytoides idai Randall & Earle, 2008
    - Ammodytoides kanazawai Shibukawa & Ida, 2013
    - Ammodytoides kimurai Ida & Randall, 1993
    - Ammodytoides leptus Collette & Randall, 2000
    - Ammodytoides praematura Randall & Earle, 2008
    - Ammodytoides pylei Randall, Ida & Earle, 1994
    - Ammodytoides renniei (Smith, 1957)
    - Ammodytoides vagus (McCulloch & Waite, 1916)
    - Ammodytoides xanthops Randall & Heemstra, 2008

  - Gattung Bleekeria Günther, 1862 Bleekeria kallolepis

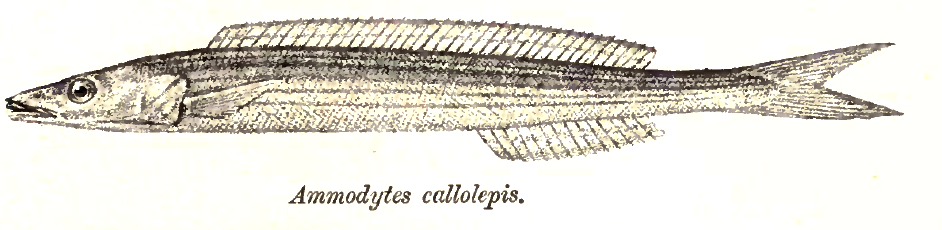
Bleekeria kallolepis

    - Bleekeria estuaria Randall & Ida, 2014
    - Bleekeria kallolepis Günther, 1862
    - Bleekeria mitsukurii Jordan & Evermann, 1902
    - Bleekeria murtii Joshi, Zacharia & Kanthan, 2012
    - Bleekeria profunda Randall & Ida, 2014
    - Bleekeria viridianguilla (Fowler, 1931)

  - Gattung Lepidammodytes Ida, Sirimontaporn & Monkolprasit, 1994[3]
    - Lepidammodytes macrophthalmus Ida, Sirimontaporn & Monkolprasit, 1994

  - Gattung Protammodytes Ida, Sirimontaporn & Monkolprasit, 1994[3]
    - Protammodytes brachistos Ida, Sirimontaporn & Monkolprasit, 1994
    - Protammodytes sarisa (Robins & Böhlke, 1970)
    - Protammodytes ventrolineatus Randall & Ida, 2014

## Wirtschaftliche Bedeutung
Fischereirechte für den Sandaal waren Anlass für die erste gerichtliche Auseinandersetzung zwischen der Europäischen Union und Großbritannien nach dem Brexit. Gegen das vom Vereinigten Königreich verhängte Fangverbot zog Brüssel vor den Ständigen Schiedshof in Den Haag mit dem Argument, das Verbot verstoße gegen das Brexit-Abkommen. Darin sei bis 2026 – im Rahmen vereinbarter Quoten – ein ungehinderter Zugang zu den Gewässern der jeweils anderen Partei vereinbart. Ein Verbot der Sandaalfischerei widerspreche diesem Recht, so die Ansicht der EU, die in dieser Frage vor allem die Interessen der dänischen Fischer vertritt, auf die 96 % der Sandaalquoten entfallen. Am 28. April 2025 entschied der Schiedshof zugunsten der EU.